# Andy Jackson
Andrew Brook Jackson, detto Andy Jackson (...), è un tecnico del suono britannico, noto soprattutto per il suo lavoro con il gruppo di rock progressivo britannico Pink Floyd. È stato anche il proprietario e gestore di "Tube Mastering", uno studio privato specializzato nella masterizzazione di musica registrata.

## Biografia
Formatosi inizialmente alla professione presso gli Utopia Studios, Jackson ha iniziato a lavorare come tecnico del suono per i Pink Floyd nel 1980, collaborando alla registrazione delle esibizioni di The Wall all'Earls Court Exhibition Centre. Ha poi lavorato alle registrazioni della colonna sonora del film Pink Floyd The Wall e all'album in studio The Final Cut. Jackson è diventato il principale ingegnere della band a partire dall'album A Momentary Lapse of Reason e da The Division Bell, e si è occupato delle registrazioni per la colonna sonora del film documentario del 1992 sulle corse automobilistiche La Carrera Panamericana. È stato il responsabile del missaggio durante i concerti della tournée mondiale del 1994 e si è occupato della produzione dell'ultimo album in studio dei Pink Floyd, The Endless River.
Ha quindi assunto la piena responsabilità quale supervisore senior per gli studi di registrazione di David Gilmour, l'Astoria e il Medina, e ha lavorato a tutti i progetti multimediali e le registrazioni di Gilmour come tecnico del suono e/o co-produttore dal 1984. Ha anche curato il primo album da solista di Roger Waters, The Pros and Cons of Hitch Hiking, ivi incluso il missaggio sul palco nel corso della tournée di Waters del 1984. Inoltre, in collaborazione con l'ingegnere Damon Iddins, ha rimasterizzato la maggior parte del materiale bonus delle edizioni deluxe di The Dark Side of the Moon e di Wish You Were Here per la campagna di ripubblicazione Why Pink Floyd...? e per il cofanetto The Early Years 1965-1972 pubblicato nel 2016.
Oltre al suo lavoro con i Pink Floyd, Jackson ha anche lavorato con artisti del calibro di Heatwave, Strawbs, The Boomtown Rats (in particolare ha mixato la loro hit I Don't Like Mondays) e con il gruppo di rock gotico Fields of the Nephilim. Ha registrato un album solista, Obvious, che è stato pubblicato nel 2001 ed è stato anche chitarrista per quattro anni per il progetto musicale The Eden House. In seguito ha pubblicato altri due album da solista, Signal to Noise nel 2014 e 73 Days at Sea l'anno successivo.

## Premi
- Nomination ai Grammy per Best Engineered Recording - Non-Classical, A Momentary Lapse of Reason dei Pink Floyd, 1988.[4]
- Nomination ai Grammy per Best Engineered Album - Non-Classical, The Division Bell dei Pink Floyd, 1995.[4]
- Nomination ai Grammy per il miglior album audio surround, The Division Bell (20th Anniversary Deluxe Box Set) dei Pink Floyd, 2014.[5]